# Carl Bergholm
Carl Johan Bergholm, född 20 maj 1887, död 21 september 1973 i Stocksund, var en svensk fysiker.
Bergholm var son till handelsman Karl Edvard Bergholm. Han avlade studentexamen i Västerås 1908, blev student vid Uppsala universitet samma år och filosofie magister 1911, filosofie licentiat 1913 samt filosofie doktor 1916. 1914 tilldelades han det Bergstedtska priset för år 1913 av Vetenskapssocieteten i Uppsala. Bergholm var amanuens vid fysiska institutionen 1914–1916, blev docent i fysik vid Uppsala universitet 1915 och var tillförordnad laborator 1915 och 1922. 1922 blev han lektor vid tekniska gymnasiet i Malmö.
1926 blev han lektor vid Östermalms läroverk och var sekreterare i Stockholms stads stipendiekommitté 1933–1943. Han var riddare av Nordstjärneorden.
Carl Bergholm är begravd på Danderyds kyrkogård.